# Coast
Coast — мобильный web-браузер, разработанный Opera software. Впервые был представлен 9 сентября 2013 года и был доступен только для iPad.

## История
Браузер впервые был представлен 9 сентября 2013 года. Поначалу он был доступен только для владельцев iPad с установленной на них iOS 6.
23 апреля 2014 года браузер впервые стал доступен для iPhone.
17 декабря 2014 года в браузер добавили долгожданную функцию Opera Turbo, ускоряющюю загрузку страниц при медленном соединении с интернетом, а также сжимающаюю интернет-трафик.

## Особенности
Главной идеей разработчиков было максимальное упрощение пользовательского интерфейса и предоставление как можно большего пространства под контент. В браузере нет ни кнопки «назад», ни адресной строки. Все действия производятся интуитивными жестами а также двумя кнопками: ведущей на главный экран, где в виде плиток хранятся закладки сайтов и показывающей панель последних посещенный страниц.

## Награды
8 ноября 2013 года браузер Opera Coast получил международную премию от конгресса Wbit Awards, будучи выдвинутым в номинации Software.